# Red Dead Redemption II
Red Dead Redemption 2 è un videogioco action-adventure a tema western del 2018, sviluppato e pubblicato da Rockstar Games per Xbox One, PlayStation 4, Microsoft Windows e Google Stadia. Si tratta del prequel di Red Dead Redemption (2010) ed è il terzo capitolo della saga di videogiochi Red Dead, cominciata nel 2004 con Red Dead Revolver.
È il primo videogioco della sua generazione a necessitare dell'uso di due dischi di installazione su console a causa del notevole spazio che i file occupano. Il 5 novembre 2019 è uscito il supporto ai 4K nativi per le versioni Windows, Xbox One X e Stadia 
Red Dead Redemption 2 ha ricevuto reazioni e recensioni entusiastiche; è inoltre uno dei videogiochi più costosi di sempre e ha avuto il secondo lancio più grande nella storia dell'intrattenimento, generando 725 milioni di dollari di vendite nel suo weekend di apertura, superando le vendite complessive di Red Dead Redemption in due settimane. A febbraio 2025 il gioco ha superato le 70 milioni di unità vendute in tutto il mondo.
Il titolo ha ricevuto 175 premi nella categoria Game of the Year, oltre a una moltitudine di altri riconoscimenti. È stato inoltre inserito da The Guardian tra i 50 migliori videogiochi del XXI secolo.

## Trama
Nel maggio del 1899 la banda di Dutch Van Der Linde tenta di rapinare un traghetto, che trasporta un'enorme quantità di denaro destinato alle principali banche degli Stati Uniti meridionali, nella fiorente città portuale di Blackwater. In vista del suo attracco, però, in città era presente un grosso contingente di Pinkerton sotto il comando dell'Agente Milton: Dutch Van der Linde e la sua banda sono quindi costretti a fuggire, lasciandosi dietro tutto il bottino. Due membri, la giovane Jenny e Mac Callander, vengono uccisi sul posto, mentre Davey Callander (fratello di Mac) muore dissanguato durante la fuga verso le montagne; Sean MacGuire viene invece arrestato dai cacciatori di taglie. I membri ancora presenti sono Arthur Morgan, John Marston, Hosea Matthews, Bill Williamson, Javier Escuella, Lenny Summers, Charles Smith, Zio, Abigail Roberts (amante di John), Susan Grimshaw, Molly O’Shea (amante di Dutch), Tilly Jackson, Simon Pearson, Leopold Strauss, Karen Jones, Mary-Beth Gaskill, il reverendo Swanson, Micah Bell e Jack Marston (figlio piccolo di John e Abigail). La banda stabilisce un campo nel villaggio minerario abbandonato di Colter come rifugio temporaneo. Arthur, Micah e Dutch trovano una fattoria dove si sta svolgendo una festa, ma scoprono che gli occupanti sono membri degli O’Driscoll, una grossa banda rivale che vanta il record del più alto numero di effettivi del West. I tre li eliminano e trovano Sadie Adler, una giovane donna il cui marito Jake Adler è appena stato ucciso dagli O’Driscoll. Senza più nulla da perdere (Micah ha anche bruciato la casa rovesciando accidentalmente una lanterna), accetta di unirsi alla banda (alle donne sono affidati i lavori manuali). 
Per finanziare la fuga verso sud, Dutch ordina alla banda di rapinare un treno appartenente al ricco magnate del petrolio Leviticus Cornwall, nonostante le proteste di Hosea. Cornwall, furioso, finanzia personalmente i Pinkerton per dare la caccia alla banda. Capendo che il progresso della civiltà ha ormai messo fine all’epoca dei fuorilegge, Dutch e la sua banda decidono di raccogliere abbastanza denaro per ritirarsi e fuggire all’estero. La banda si trasferisce a sud, nello stato del New Hanover, sull’altopiano di Horseshoe Overlook, dove svolgono numerosi lavori e rapine per accumulare denaro, mentre Dutch continua a promettere un’ultima grande rapina che garantirà la loro libertà. Riescono anche a salvare Sean dai cacciatori di taglie grazie all’intervento di Josiah Trelawny, un membro della banda che non si vedeva da mesi.
Dopo una sparatoria con gli uomini di Cornwall a Valentine, Arthur porta Jack a pescare in un fiume e qui viene raggiunto da Milton, accompagnato dall'agente Edgar Ross (già conosciuto nel primo capitolo), che tenta senza successo di estorcergli la posizione dell'accampamento della banda. Trovandosi comunque molto vicina, la banda è costretta a trasferirsi ancora una volta, questa volta a Clemens Point, nello stato del Lemoyne. Nella cittadina di Rhodes incontrano le famiglie Gray e Braithwaite, che sono tra loro rivali e potrebbero nascondere oro della guerra civile. La banda lavora per entrambe le famiglie per metterle l’una contro l’altra (brucia i campi dei Gray e ruba cavalli molto costosi ai Braithwhite), ma quando queste scoprono l’inganno, i Gray uccidono in un’imboscata Sean e i Braithwaite rapiscono Jack. La banda stermina entrambe le famiglie e scopre che Jack è stato venduto al boss mafioso italoamericano Angelo Bronte a Saint Denis, una città vera e propria nonché l’insediamento più grande e moderno del gioco. 
La sparatoria a Rhodes e l’assalto al maniero dei Braithwaite portano Milton e Ross a scoprire il campo della banda. Dopo essersi trasferiti al sicuro a Shady Belle, Dutch, John e Arthur si recano alla villa di Bronte per riprendere Jack. Bronte restituisce Jack e accoglie la banda, ma li conduce in una trappola. Per vendicarsi, Dutch, ignorando i consigli e le suppliche di Hosea, rapisce Bronte e, rabbioso per le sue continue provocazioni, lo uccide per poi darlo in pasto a un alligatore, scioccando Arthur e John. 
A questo punto, Dutch ribadisce che non c’è futuro per la banda negli Stati Uniti e pianifica una rapina in banca a Saint Denis per ottenere abbastanza denaro per andare all’estero. I Pinkerton sono però preparati a questa rapina e Milton giustizia Hosea alle spalle, disarmato e arresosi, davanti a tutti. Ne segue una sparatoria in cui Lenny viene ucciso e John arrestato. Arthur, Dutch, Bill, Javier e Micah, impossibilitati a lasciare la città, fuggono in barca verso Cuba, mentre Charles torna indietro per riorganizzare i membri rimanenti.
Una tempesta affonda la nave e gli uomini approdano sull’isola di Guarma, dove si ritrovano coinvolti in una guerra tra proprietari terrieri tirannici e la popolazione locale schiavizzata. Il gruppo aiuta con successo la rivoluzione e ottiene un passaggio per tornare negli Stati Uniti, dove si riuniscono con gli altri a Lakay. Dopo aver respinto un attacco dei Pinkerton, Dutch diventa paranoico e sospetta che ci sia un informatore nella banda. Dopo un altro trasferimento a Beaver Hollow, Molly ritorna dopo essere scomparsa e grida di essere stata lei a informare i Pinkerton, portando Susan a giustiziarla. Arthur, però, sospetta la donna di mitomania dato che Dutch la ignorava da molto tempo. 
Dutch è ossessionato da un’ultima rapina. Nonostante dica di aspettare per liberare John, Arthur e Sadie lo disobbediscono e lo salvano, facendo infuriare Dutch. 
Arthur scopre intanto di aver contratto la tubercolosi da un contadino (Thomas Downes) durante una riscossione di denaro quando si trovava a Horseshoe Overlook, peraltro pesantemente aggravata dal suo vizio di fumare sigari per anni. Con la morte imminente, riflette sulle sue scelte di vita e su come proteggere la banda nel tempo che gli resta, preoccupandosi in particolare per John, che ha una famiglia. 
Dutch manipola una tribù di nativi americani per farli entrare in conflitto con l’esercito, una distrazione per il governo che secondo lui potrebbe tornare utile alla banda, contro la volontà di Arthur. In questa occasione Charles, impietosito dalla condizione dei nativi e unito a loro da un legame di sangue (la madre era una nativa), abbandona la banda per restare con loro augurando buona fortuna ad Arthur. 
Dutch intanto inizia a dubitare della lealtà di Arthur, anche per via delle manipolazioni di Micah, che intanto ha preso il posto di Hosea come suo braccio destro. Dutch uccide poi Cornwall, incolpandolo della persecuzione da parte dei Pinkerton. Arthur si preoccupa del fatto che Dutch non sia più l’uomo che conosceva: sta diventando sempre più violento, vendicativo e paranoico. Molti membri si disilludono e lasciano la banda, mentre Dutch e Micah organizzano un’ultima rapina a un treno militare che trasporta le paghe dei soldati. Arthur convince John che, dopo la rapina, deve scappare e iniziare una nuova vita con la sua famiglia (in questa occasione pronuncia la sua frase più nota: quando sarà il momento, vattene e non guardarti mai indietro).
Durante la rapina al treno un soldato ferisce John, che viene abbandonato a morire dalla banda all'insaputa di Arthur. Ducth si rifiuta anche di salvare Abigail, rapita da Milton. Arthur, con l’aiuto di Sadie, salva la donna; durante il salvataggio viene sorpreso da Milton, che prima di essere ucciso dalla stessa Abigail rivela che Micah è l’informatore da quando hanno fatto ritorno da Guarma e che Molly, interrogata per 2 volte, non aveva parlato e quindi era stata liberata. Arthur, dopo aver permesso a Sadie, Abigail e Jack di fuggire, compie la sua celebre ultima cavalcata per tornare all'accampamento e punta la pistola addosso a Micah. All'improvviso sopraggiunge un redivivo John, che maledice Dutch per averlo abbandonato, e Arthur perde completamente la fiducia nel suo vecchio mentore. Si scatena un suggestivo stallo alla messicana, che vede contrapposti Arthur, John e Susan contro il resto della banda, a cui nel frattempo si sono uniti anche Joe e Cleet (due loschi individui e vecchi amici di Micah). Nel frattempo i Pinkerton arrivano, questa volta guidati da Ross: Susan si distrae e Micah la uccide. Tutti riescono a fuggire nella foresta, ma solo Ducth e Micah restano uniti per inseguire Arthur e John, gli altri scappano per la loro strada. Il cavallo di Arthur viene ucciso dai Pinkerton, quindi il protagonista deve affrontare il suo destino: può aiutare il malridotto John a fuggire o tornare al campo per prendere il denaro della banda. In entrambi i casi viene raggiunto da Micah, a cui riesce a tenere testa nonostante la tubercolosi sia ormai in fase terminale. Dutch interviene nella lotta e Arthur lo convince ad abbandonare Micah, ma se ne va comunque senza dire una sola parola. Se Arthur ha giocato onorevolmente, soccombe alla tubercolosi pacificamente guardando l’alba; se invece ha giocato disonorevolmente, Micah lo uccide.
Otto anni dopo, John cerca di condurre una vita onesta con Abigail e Jack. Lavora in un ranch, ma deve difendersi da alcuni fuorilegge. Abigail, temendo che John non potrà mai fuggire dal suo passato, se ne va con Jack. Per convincerla a tornare, John compra un terreno chiedendo un prestito alla banca di Blackwater per costruire un loro ranch. Si riunisce con Zio, Sadie e Charles. Zio e Charles lo aiutano a costruire il ranch, mentre Sadie, divenuta una celebre cacciatrice di taglie, gliene affida alcune per estinguere il debito. Abigail ritorna e John le chiede di sposarlo. 
Più tardi, Sadie scopre che Cleet è a Strawberry. Nonostante le preghiere di Abigail, John parte con Sadie e Charles per andare a ucciderlo. Trovano Cleet e lo costringono a rivelare che Micah è sul Mount Hagen. Cleet viene poi impiccato da John o da Sadie. Sul Mount Hagen, Charles e Sadie vengono feriti. John prosegue da solo uccidendo diversi uomini di Micah, tra cui Joe. Micah esce da una capanna mentre John e Sadie lo mirano, ma inaspettatamente esce anche  Dutch, che si è riunito a Micah per recuperare il denaro di Blackwater. Micah prende Sadie in ostaggio, dando inizio a uno stallo tra i tre. Dopo un confronto verbale, Dutch spara a Micah, che viene finito da John. Dutch se ne va in silenzio, lasciando il denaro a John che quindi salda il suo debito. Tempo dopo sposa Abigail e i due iniziano una nuova vita con Zio e Jack, mentre Charles e Sadie vanno ognuno per la propria strada dando l’addio definitivo a John.
Il destino degli altri membri è rivelato tramite articoli di giornale, lettere e dialoghi: Pearson apre un emporio a Rhodes, Swanson diventa prete a New York, Tilly si sposa con un avvocato e vive a Saint Denis, Mary-Beth diventa una scrittrice di romanzi rosa sotto lo pseudonimo di Leslie Dupont, Karen presumibilmente muore di cirrosi epatica a causa del suo alcolismo e Strauss viene arrestato, morendo in prigione senza mai rivelare alcun segreto della banda nonostante Arthur l’avesse cacciato anni prima. 
Intanto l’agente Ross, ora membro del Bureau of Investigation, scopre il cadavere di Micah. Lui e il partner Archer Fordham seguono la pista fino al ranch di John, preannunciando gli eventi del primo gioco, quattro anni dopo.

### Ambientazione
Il mondo di Red Dead Redemption 2 presenta cinque Stati fittizi degli Stati Uniti d'America. Il New Hanover, Ambarino e il Lemoyne sono inediti, mentre il New Austin e il West Elizabeth ritornano da Red Dead Redemption. Questi Stati fioriscono intorno ai fiumi San Luis (la versione fittizia del reale fiume Rio Grande) e Lannahechee e sulle rive del lago Flat Iron. Ambarino, versione fittizia del Colorado e del Wyoming, è una zona montuosa e selvaggia, con come cuore la riserva dei nativi americani Wapiti. Il New Hanover (una combinazione degli Stati dell'Oklahoma, dell'Arkansas, del Nebraska, del Kansas, del Dakota del Sud e soprattutto del Wyoming) è un'ampia vallata divenuta culla della modernità e dell'industria e dove è sorta la piccola città di allevatori chiamata Valentine. Il Lemoyne, controparte della Louisiana, è invece composto da paludi e bayou e al suo interno sorgono le città di Rhodes e l'ex-colonia francese di Saint Denis, controparte fittizia di New Orleans.
Il West Elizabeth, che rispecchia gli Stati del Colorado e della California, è composto da vaste pianure, dense foreste (sequoia) e dalla città moderna di Blackwater. Questa regione è stata visibilmente espansa e rivisitata rispetto al primo capitolo, introducendo anche la piccola città di Strawberry. Il New Austin (controparte degli Stati del Texas, Arizona e Nuovo Messico) è un'arida regione desertica nella quale sono sorte le città di Armadillo e Tumbleweed, già presenti nel primo capitolo. Numerose caratteristiche di questi due Stati sono state riviste per sottolineare il fatto che questo gioco sia ambientato cronologicamente prima rispetto al suo predecessore. Ad esempio, Blackwater è ancora in costruzione, Tumbleweed è densamente popolata e Armadillo è stata semi-abbandonata dopo un'epidemia di colera.

## Personaggi
Il giocatore veste i panni di Arthur Morgan, braccio destro e membro veterano della banda di Van der Linde. Tale banda è guidata da Dutch Van der Linde, un uomo carismatico che rivendica le proprie libertà personali e si oppone al costante avanzare della civiltà. La banda include anche il co-fondatore e migliore amico di Dutch, Hosea Matthews, il protagonista di Red Dead Redemption John Marston, la sua compagna Abigail Roberts, il loro figlio Jack Marston, il pigro Zio, i pistoleri Bill Williamson, Javier Escuella e Micah Bell, il cacciatore Nativo Americano Charles Smith e l'ex-vedova divenuta cacciatrice di taglie Sadie Adler.
Gli atti criminali della banda li portano in conflitto con numerosi nemici, fra i quali il magnate petrolifero Leviticus Cornwall, i cui possedimenti diventeranno il principale bersaglio della banda. Per vendicarsi, l'uomo recluterà una squadra di agenti dell'Agenzia Investigativa Pinkerton guidati da Andrew Milton e il suo subordinato Edgar Ross. La banda si imbatterà anche nel signore del crimine italiano di Saint Denis Angelo Bronte, nel crudele e controverso governatore dell'isola di Guarma Alberto Fussar e nella nemesi di Dutch, Colm O'Driscoll, leader della banda nemica degli O'Driscoll. Nel corso della storia, la banda arriverà a raggirare le due facoltose famiglie dei Gray e dei Braithwaite, le quali si stanno apparentemente contenendo dell'oro risalente ai tempi della guerra civile americana; la banda collaborerà con queste famiglie attraverso Leigh Gray, sceriffo di Rhodes, e Catherine Braithwaite, matriarca della famiglia Braithwaite. Verso la fine del gioco, Arthur aiuterà anche Pioggia che Cade e Aquila che Vola, rispettivamente padre e figlio appartenenti alla tribù di nativi americani Wapiti, presi di mira, sotto ordine di Cornwall, dall'esercito americano guidato dal colonnello Henry Favours.

## Modalità di gioco

Schermata di gioco

Red Dead Redemption II è un gioco d'avventura e azione in prima e terza persona ambientato in un open world a tema western. Il giocatore impersona Arthur Morgan, un fuorilegge appartenente alla banda Van der Linde. Il videogioco dispone di un comparto giocatore singolo e multigiocatore.
La trama segue le vicende della banda di Arthur Morgan, una comunità in continua evoluzione. Il protagonista deve contribuire al sostentamento del gruppo, fornendo risorse all'accampamento e supportando finanziariamente la banda. Il comportamento degli altri membri nei confronti di Arthur varia in base alle sue azioni, ma tali cambiamenti non modificano l'esito della storia principale. Oltre alle missioni principali, il gioco include numerose attività secondarie e incontri casuali.
L'interazione con i personaggi non giocanti (NPC) avviene tramite un sistema di intelligenza artificiale avanzato. Durante i dialoghi, il giocatore può selezionare diverse risposte e valutare lo stato d'animo dell'interlocutore per adattare il proprio comportamento. Le scelte influenzano lo sviluppo delle situazioni, sia durante le missioni sia nell'esplorazione libera. Arthur può compiere varie azioni, tra cui derubare NPC, rapinare negozi e assaltare diligenze. Le reazioni degli NPC variano in base alla loro personalità e al contesto: alcuni possono reagire con aggressività, mentre altri possono tentare di fuggire o arrendersi.
Il sistema dell'onore, già presente nel capitolo precedente, influisce sulla reputazione del protagonista. Le azioni del giocatore determinano come Arthur viene percepito dagli abitanti del mondo di gioco. Compiere crimini a volto scoperto aumenta l’attenzione della legge, mentre comportamenti altruisti generano reazioni più positive da parte della popolazione. Inoltre, ora è possibile interagire con ogni NPC nel gioco, in maniera positiva o negativa.
L'ambiente di gioco è dinamico e interattivo: città e villaggi possono cambiare nel tempo, con nuove infrastrutture in costruzione e eventi che influenzano il loro sviluppo o declino.
Tra le attività disponibili c'è la caccia, che consente di ottenere risorse utilizzabili per il commercio o il sostentamento dell’accampamento. La qualità della carne dipende dal metodo di caccia: ad esempio, l'uso dell’arco preserva maggiormente il valore del bottino. Il gioco include oltre 200 specie animali, comprese alcune leggendarie, rintracciabili attraverso una mappa fornita da un personaggio del gioco.
Nonostante la diffusione della modernità, il cavallo rimane il principale mezzo di trasporto (i veicoli a motore compariranno solamente nel 1908, un anno dopo l'epilogo, peraltro soltanto in poche zone). Sono disponibili diverse razze equine, che possono essere domate, cavalcate e vendute. Parte dell'equipaggiamento può essere conservata sulla sella del cavallo, il quale risponde ai richiami in base al legame instaurato con Arthur o John.
Le rapine a banche e diligenze rappresentano una delle attività principali per la banda. Durante questi colpi, il giocatore può adottare un approccio discreto e strategico oppure optare per un'azione più diretta e violenta. Le scelte influenzano lo sviluppo degli eventi e le reazioni dei personaggi coinvolti.

## Sviluppo
I lavori preliminari di Red Dead Redemption 2 sono iniziati durante lo sviluppo del gioco originale, Red Dead Redemption (2010), anche se la produzione principale non ha avuto luogo fino a dopo l'uscita del gioco nel maggio 2010. Rockstar San Diego, lo studio dietro il gioco originale, ha avuto un profilo grezzo del gioco a metà del 2011, e a fine 2012, sono stati completati gli script del gioco. Quando Rockstar Games ha capito che un solo gruppo non bastava per portare avanti lo sviluppo, ha co-optato tutti i suoi studi in una grande squadra per facilitare lo sviluppo tra 1.600 persone; un totale di circa 2.000 persone. Il gruppo viene poi battezzato Rockstar Studios. Le stime degli analisti piazzano il budget combinato e il budget di sviluppo del gioco tra 370 milioni di dollari USA e 540 milioni di dollari USA, che lo renderebbe uno dei videogiochi più costosi da sviluppare.
Rockstar Games ha annunciato ufficialmente Red Dead Redemption 2 il 18 ottobre 2016. Il primo trailer è stato distribuito il 20 ottobre, mostrando l'ambientazione e la qualità grafica del titolo. Nei due giorni precedenti all'annuncio, la compagnia ha utilizzato i suoi profili social per rivelare alcune immagini con colori e temi di Red Dead Redemption, facendo intuire al pubblico e alla stampa che fossero legate a un probabile seguito. Le sole immagini hanno fatto salire il valore della azioni in borsa del distributore di Rockstar, Take Two Interactive, del 5,7%. Dopo aver annunciato che il gioco verrà pubblicato solo su PlayStation 4 e Xbox One, una petizione è stata aperta dai fan per chiedere a Rockstar la pubblicazione del gioco anche su PC.
Nell'aprile 2016 un leak sul sito NeoGaf, poi confermato come veritiero il 20 ottobre 2016 dalle fonti della rivista americana Techradar, mostra l'intera mappa di gioco in un bozzetto artistico di Rockstar. La mappa, di proporzioni enormemente maggiori rispetto a quella del gioco precedente, comprende inoltre tutte le regioni di Red Dead Redemption, praterie, deserti, aree montuose, fiumi, laghi e un'area industrializzata che comprenderà la probabile rappresentazione di New Orleans, sulla mappa nominata Saint Denis.
Un secondo trailer è stato pubblicato da Rockstar Games il 28 settembre 2017, in esso viene rivelato il protagonista del gioco, Arthur Morgan, oltre a svariate sequenze che mostrano la varietà e la vastità dell'ambientazione di gioco e ciò che la popola.
Il 20 ottobre 2016 Sony Interactive annuncia una partnership con Rockstar Games, che garantirà agli utenti PlayStation l'accesso a diversi contenuti multiplayer prima della controparte Xbox. Per contro, la versione Xbox One X girerà in versione enhanced con grafiche 4K, HDR e texture avanzate.
Il rinvio del lancio del gioco è stato ufficializzato tramite social media da parte di Rockstar Games il 22 maggio 2017, traslando così la data prevista per l'uscita del titolo dall'autunno 2017 alla primavera del 2018. Il 1º febbraio 2018 Rockstar Games annuncia il rinvio ulteriore della data di lancio al 26 ottobre 2018 Il terzo trailer del gioco esce il 2 maggio 2018; al suo interno viene svelata la presenza di un giovane John Marston, protagonista del primo titolo, nel momento in cui viene ferito al volto e abbandonato dalla propria gang. Il 3 maggio, giorno successivo alla pubblicazione del terzo trailer ufficiale, alcune testate specializzate hanno rivelato in esclusiva numerosi dettagli riguardo al gameplay del titolo, dopo aver assistito a diverse demo negli studi di Rockstar North.
Il 4 giugno Rockstar Games presenta i bonus di prenotazione del gioco e le edizioni limitate (Special Edition e Ultimate Edition), in più anche la "Collector's Box" (la Collector's Edition) che però non include il gioco. L'8 agosto Rockstar Games ha annunciato il primo trailer di gameplay del gioco, poi pubblicato il giorno seguente alle ore 17.00 italiane. Il 1º ottobre Rockstar Games pubblica il secondo trailer di gameplay di gioco, dove vengono mostrate le funzionalità cooperative della banda di fuorilegge di Arthur Morgan e le varie attività disponibili nel mondo di gioco.
Il 18 ottobre Rockstar Games pubblica il trailer ufficiale di lancio del gioco, e il 19 ottobre (a una settimana esatta dal lancio) parte la possibilità di scaricare (non ancora giocare) il gioco in edizione digitale, permettendo quindi con largo anticipo il download degli oltre 80 GB necessari in modo da permettere anche agli utenti con connessioni più lente di terminare il download in tempo per il lancio ufficiale (previsto il successivo 26 ottobre).
Il 17 ottobre 2019 Rockstar Games annuncia il trailer della versione PC, che supporterà un frame-rate più elevato.
L'edizione fisica del gioco (sia per Xbox One sia per PlayStation 4) contiene due dischi, di cui uno serve unicamente al momento dell'installazione. Si tratta del primo titolo di questa generazione a essere distribuito su più di un disco ottico.

Infine, Red Dead Redemption 2 è stato in sviluppo per ben 8 anni e ciò lo rende uno dei più grandi progetti videoludici mai realizzati nell'intera storia.

### Red Dead Online
Il 27 novembre 2018 viene pubblicata la beta della componente multiplayer del titolo (Red Dead Online Beta). Tale componente è uscita ufficialmente dalla versione beta il 14 maggio 2019, venendo chiamata ufficialmente Red Dead Online. Ambientata prima degli eventi di Red Dead Redemption II, in tale modalità si incontreranno alcuni dei personaggi già presenti nella storia, tra cui Sean Macguire, Joe, Josiah Trelawny e Sadie Adler. La modalità ha avuto vari aggiornamenti per migliorarne la stabilità e varie patch per aggiungerne contenuti. A dicembre 2020 diventa un gioco stand alone scaricabile, senza dover possedere necessariamente Red Dead Redemption II, tramite download dalle varie piattaforme di gaming (PlayStation Store, Microsoft Store, Rockstar Games Launcher, Epic Games Store e Steam).

## Accoglienza
| Testata                              | Giudizio |
| ------------------------------------ | -------- |
| Metacritic (media al 1º maggio 2022) | 97/100   |
| Everyeye.it                          | 10/10    |
| SpazioGames.it                       | 10/10    |
| Multiplayer.it                       | 96/100   |
| Gamelite                             | 96/100   |
| IGN                                  | 10/10    |
| GameSpot                             | 9/10     |
| Game Informer                        | 10/10    |
| Player.it                            | 10/10    |

### Vendite e popolarità
Red Dead Redemption 2 ha avuto il primo weekend di maggior successo commerciale in tutta la storia dell'intrattenimento, con un guadagno di oltre 725 milioni di dollari americani in soli 3 giorni, e oltre 17 milioni di copie vendute nelle prime 2 settimane di commercializzazione, superando pertanto, in appena 14 giorni, il numero totale delle copie vendute del suo predecessore Red Dead Redemption (2010), fermo a 15 milioni di copie vendute. Inoltre Red Dead Redemption 2 è stato l'articolo più venduto in assoluto nei primi 3 giorni di commercializzazione su PlayStation Network. Il gioco ha raggiunto quota 24 milioni di copie vendute nel maggio 2019 e 29 milioni al febbraio 2020.
A novembre 2024 sono state vendute complessivamente 67 milioni di copie in tutto il mondo, a febbraio 2025 sono state superate le 70 milioni di unità vendute.

## Riconoscimenti
Red Dead Redemption II ha ricevuto numerosi premi e riconoscimenti.
| Anno | Premio                                     | Categoria                                         | Risultato       | Fonte  |
| ---- | ------------------------------------------ | ------------------------------------------------- | --------------- | ------ |
| 2016 | The Game Awards 2016                       | Gioco più atteso                                  | Candidato/a     | [ 52 ] |
| 2017 | Golden Joystick Awards                     | Gioco più atteso                                  | Candidato/a     | [ 53 ] |
| 2017 | The Game Awards 2017                       | Gioco più atteso                                  | Candidato/a     | [ 54 ] |
| 2018 | Golden Joystick Awards                     | Premio della critica                              | Vincitore/trice | [ 55 ] |
| 2018 | Golden Joystick Awards                     | Gioco dell'Anno                                   | Candidato/a     | [ 55 ] |
| 2018 | The Game Awards 2018                       | Gioco dell'Anno                                   | Candidato/a     | [ 56 ] |
| 2018 | The Game Awards 2018                       | Miglior regia                                     | Candidato/a     | [ 56 ] |
| 2018 | The Game Awards 2018                       | Miglior narrativa                                 | Vincitore/trice | [ 56 ] |
| 2018 | The Game Awards 2018                       | Miglior direzione artistica                       | Candidato/a     | [ 56 ] |
| 2018 | The Game Awards 2018                       | Miglior colonna sonora                            | Vincitore/trice | [ 56 ] |
| 2018 | The Game Awards 2018                       | Miglior design audio                              | Vincitore/trice | [ 56 ] |
| 2018 | The Game Awards 2018                       | Miglior action/adventure                          | Candidato/a     | [ 56 ] |
| 2018 | The Game Awards 2018                       | Miglior performance, Roger Clark (Arthur Morgan)  | Vincitore/trice | [ 56 ] |
| 2018 | Global Game Awards                         | Game of the Year                                  | Vincitore/trice | [ 57 ] |
| 2018 | Global Game Awards                         | Best Innovators                                   | Vincitore/trice | [ 57 ] |
| 2018 | Global Game Awards                         | Best Visuals                                      | Vincitore/trice | [ 57 ] |
| 2018 | Global Game Awards                         | Best Open World                                   | Vincitore/trice | [ 57 ] |
| 2018 | Global Game Awards                         | Best Story                                        | Candidato/a     | [ 57 ] |
| 2018 | Global Game Awards                         | Best Audio                                        | Candidato/a     | [ 57 ] |
| 2018 | Australian Games Awards                    | Game of the Year                                  | Vincitore/trice | [ 58 ] |
| 2018 | Australian Games Awards                    | Action/Adventure Title of the Year                | Vincitore/trice | [ 58 ] |
| 2018 | Gamers' Choice Awards                      | Fan Favorite Fall Release                         | Vincitore/trice | [ 59 ] |
| 2018 | Gamers' Choice Awards                      | Gaming Moment of the Year                         | Candidato/a     | [ 59 ] |
| 2018 | Brazil Game Awards                         | Game of the Year                                  | Vincitore/trice | [ 60 ] |
| 2018 | Brazil Game Awards                         | Best Console Game                                 | Vincitore/trice | [ 60 ] |
| 2018 | Brazil Game Awards                         | Best Action & Adventure Game                      | Vincitore/trice | [ 60 ] |
| 2018 | Brazil Game Awards                         | Best Studio                                       | Vincitore/trice | [ 60 ] |
| 2018 | Brazil Game Awards                         | Best Soundtrack                                   | Candidato/a     | [ 60 ] |
| 2018 | Brazil Game Awards                         | Best Publisher                                    | Candidato/a     | [ 60 ] |
| 2018 | IGN Select Awards                          | Game of the Year                                  | Vincitore/trice | [ 61 ] |
| 2018 | IGN Select Awards                          | Best Visual Design                                | Vincitore/trice | [ 61 ] |
| 2018 | IGN Select Awards                          | Best Audio Design                                 | Vincitore/trice | [ 61 ] |
| 2018 | IGN Select Awards                          | Best Storytelling                                 | Vincitore/trice | [ 61 ] |
| 2018 | The Telegraph's Games of 2018              | Game of the Year                                  | Vincitore/trice | [ 62 ] |
| 2018 | The Guardian's 20 best video games of 2018 | Best Video Game                                   | Vincitore/trice | [ 63 ] |
| 2018 | Vulture's 10 Best Video Games of 2018      | Best Video Game                                   | Vincitore/trice | [ 64 ] |
| 2018 | GameSpot's Best Games of 2018              | Game of the Year                                  | Vincitore/trice | [ 65 ] |
| 2018 | Titanium Awards 2018                       | Best Videogame of the Year                        | Vincitore/trice | [ 66 ] |
| 2018 | Titanium Awards 2018                       | Best Game Design                                  | Vincitore/trice | [ 66 ] |
| 2018 | Titanium Awards 2018                       | Best Original Score                               | Vincitore/trice | [ 66 ] |
| 2018 | Edge's Favourite Games of 2018             | Best Audio Design                                 | Candidato/a     | [ 67 ] |
| 2018 | Edge's Favourite Games of 2018             | Best Visual Design                                | Vincitore/trice | [ 67 ] |
| 2018 | Edge's Favourite Games of 2018             | Best Storytelling                                 | Candidato/a     | [ 67 ] |
| 2018 | Edge's Favourite Games of 2018             | Overall Game of the year                          | Vincitore/trice | [ 67 ] |
| 2019 | Italian Game Awards                        | Game of the Year                                  | Vincitore/trice | [ 68 ] |
| 2019 | Italian Game Awards                        | Best Art Direction                                | Vincitore/trice | [ 68 ] |
| 2019 | Italian Game Awards                        | Best Audio                                        | Vincitore/trice | [ 68 ] |
| 2019 | Guild of Music Supervisors Awards          | Best Music Supervision in a Video Game            | Vincitore/trice | [ 69 ] |
| 2019 | Metacritic                                 | Game of the Year                                  | Vincitore/trice | [ 70 ] |
| 2019 | Multiplayer.it                             | Game of the Year                                  | Vincitore/trice | [ 71 ] |
| 2019 | British Academy Video Games Awards         | Best Game                                         | Candidato/a     | [ 72 ] |
| 2019 | British Academy Video Games Awards         | Artistic Achievement                              | Candidato/a     | [ 72 ] |
| 2019 | British Academy Video Games Awards         | Audio Achievement                                 | Candidato/a     | [ 72 ] |
| 2019 | British Academy Video Games Awards         | British Game                                      | Candidato/a     | [ 72 ] |
| 2019 | British Academy Video Games Awards         | Narrative                                         | Candidato/a     | [ 72 ] |
| 2019 | British Academy Video Games Awards         | Performer                                         | Candidato/a     | [ 72 ] |
| 2019 | Japan Game Awards                          | Global Award, Foreign Product                     | Vincitore/trice | [ 73 ] |
| 2019 | Everyeye Awards                            | Game of the Year                                  | Vincitore/trice | [ 74 ] |
| 2019 | Famitsu Awards                             | Excellence Prize                                  | Vincitore/trice | [ 75 ] |
| 2019 | D.I.C.E. Awards                            | Outstanding Technical Achievement                 | Vincitore/trice | [ 76 ] |
| 2019 | Dragon Awards                              | Best Science Fiction or Fantasy PC / Console Game | Vincitore/trice | [ 77 ] |
| 2019 | Game Informer's Action Game Awards         | Best Graphics                                     | Vincitore/trice | [ 78 ] |
| 2019 | Game Informer's Action Game Awards         | Best Character                                    | Vincitore/trice | [ 78 ] |
| 2019 | Game Informer's Action Game Awards         | Best Setting                                      | Vincitore/trice | [ 78 ] |
| 2019 | Game Informer's Action Game Awards         | Best Narrative                                    | Vincitore/trice | [ 78 ] |
| 2019 | Game Informer's Action Game Awards         | Best Soundtrack                                   | Vincitore/trice | [ 78 ] |
| 2020 | Steam Awards                               | Game of the year                                  | Vincitore/trice | [ 79 ] |
| 2020 | Steam Awards                               | Outstanding Story-Rich Game                       | Vincitore/trice | [ 79 ] |